# Krzewina (województwo dolnośląskie)
Krzewina (niem. Grunau) – wieś w Polsce położona w województwie dolnośląskim, w powiecie zgorzeleckim, w gminie Bogatynia.

## Położenie
Krzewina to niewielka wieś leżąca na Pogórzu Izerskim, na północno-zachodnim skraju Wyniosłości Działoszyńskiej, na wysokości około 205–255 m n.p.m.

## Podział administracyjny
W latach 1975–1998 miejscowość administracyjnie należała do województwa jeleniogórskiego.

## Zabytki
Do wojewódzkiego rejestru zabytków wpisane są:
- kościół parafialny pw. św. Jana Chrzciciela, z XVIII w., jest siedzibą parafii w strukturze kościoła rzymskokatolickiego; parafia należy do metropolii wrocławskiej, diecezji legnickiej w dekanacie Bogatynia
- cmentarz ewangelicki, obecnie rzymskokatolicki, z XVIII-XIX w.